# رافدة مستعرضة

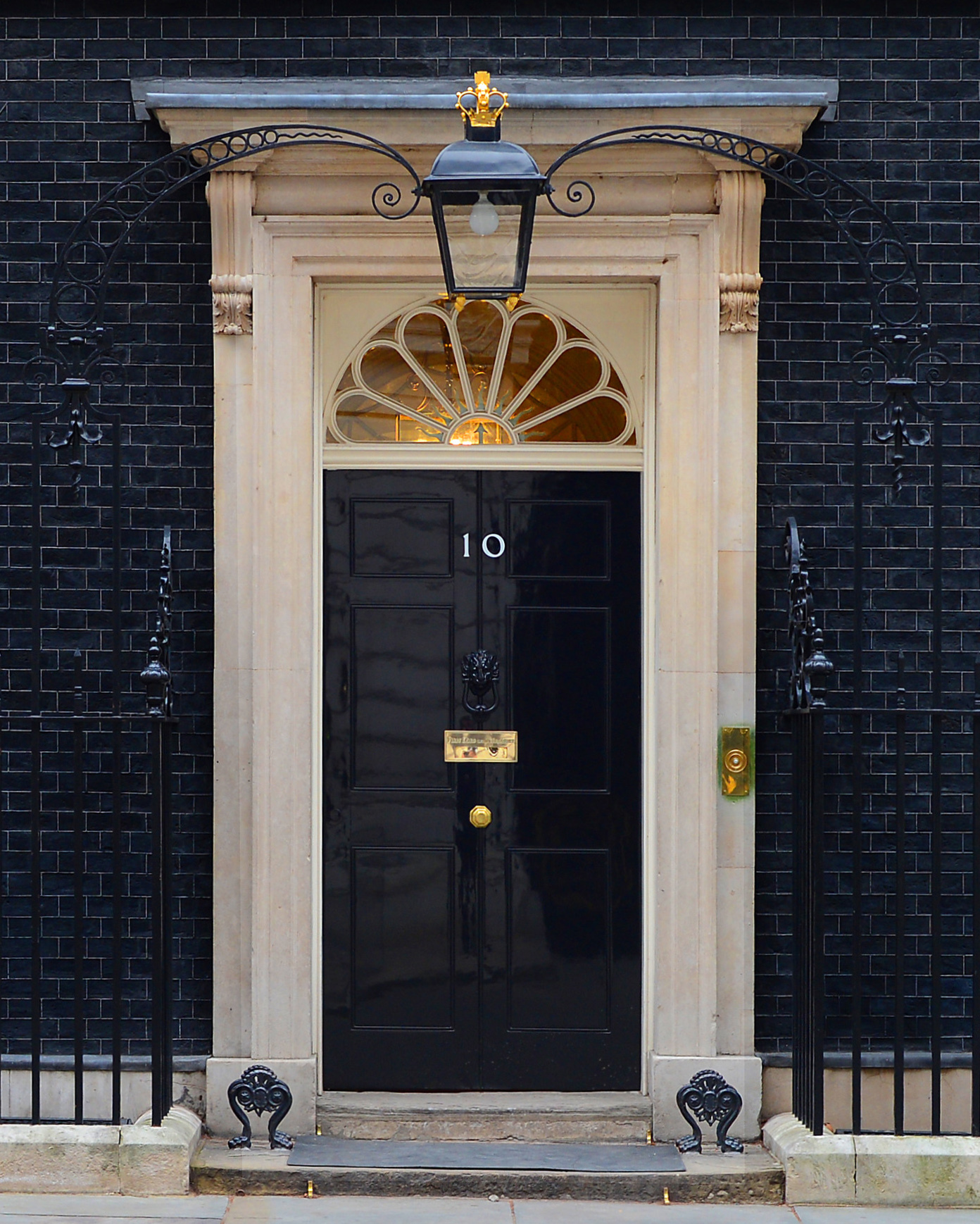
باب 10 شارع دَونِنغ في لندن

الرافدة المُستَعرضة في الهندسة المعمارية هي خشبة أو قضيب هيكلي أفقي مستعرض أو قطعة مُتعارضة تفصل بابًا عن نافذة فوقه. هذا عكس العماد، وهو عضو هيكلي عمودي. تُسمَّى النافذة فوقها اللِّجاف أو الشُّرّاعة يُشبه اللجاف النافذة المروحية ذات شكل الدائرة وخاصةً عندما تكون مجزأة مثل شرائح مروحة يدوية قابلة للطي. ومن الأمثلة البارزة على ذلك المدخل الرئيسي لـ 10 شارع دَونِنغ، المقر الرسمي لرئيس الوزراء البريطاني.